# Polycyrtus semialbus
Polycyrtus semialbus är en stekelart som först beskrevs av Cresson 1865.  Polycyrtus semialbus ingår i släktet Polycyrtus och familjen brokparasitsteklar. Inga underarter finns listade i Catalogue of Life.